# رونالد جوي
رونالد جوي (30 يوليو 1898 في المملكة المتحدة - 12 ديسمبر 1974 في المملكة المتحدة) (بالإنجليزية: Ronald Joy)‏ هو لاعب كريكت بريطاني وبريطاني (وحمل سابقاً جنسية المملكة المتحدة لبريطانيا العظمى وأيرلندا) في مركز رامي ‏. لعب مع نادي مقاطعة ساسكس للكريكت ‏ وBritish Army cricket team ‏.